# Chiesa di San Michele Arcangelo (Montegaldella)
La chiesa di San Michele Arcangelo è la parrocchiale di Montegaldella, in provincia di Vicenza e diocesi di Padova; fa parte del vicariato di Montegalda.

## Storia
L'originaria cappella montegaldellese sorse antecedentemente all'anno mille, anche se la prima citazione che ne certifica l'esistenza è la decima papale del 1297.
La chiesa, eretta a parrocchiale nel 1425, venne riedificata nel 1521, per poi essere oggetto di un ampliamento nel 1650.
Nel 1860 l'antica torre fu demolita, mentre il nuovo campanile venne eretto tra il 1876 e il 1886.
Tra il 1894 e il 1903 la parrocchiale fu interessata da un intervento di rifacimento, in occasione del quale si provvide ad aggiungere le navate laterali e a innalzare la nuova facciata.
La chiesa venne completamente ristrutturata tra il 2001 e il 2003, mentre la facciata fu restaurata e messa in sicurezza.

## Descrizione

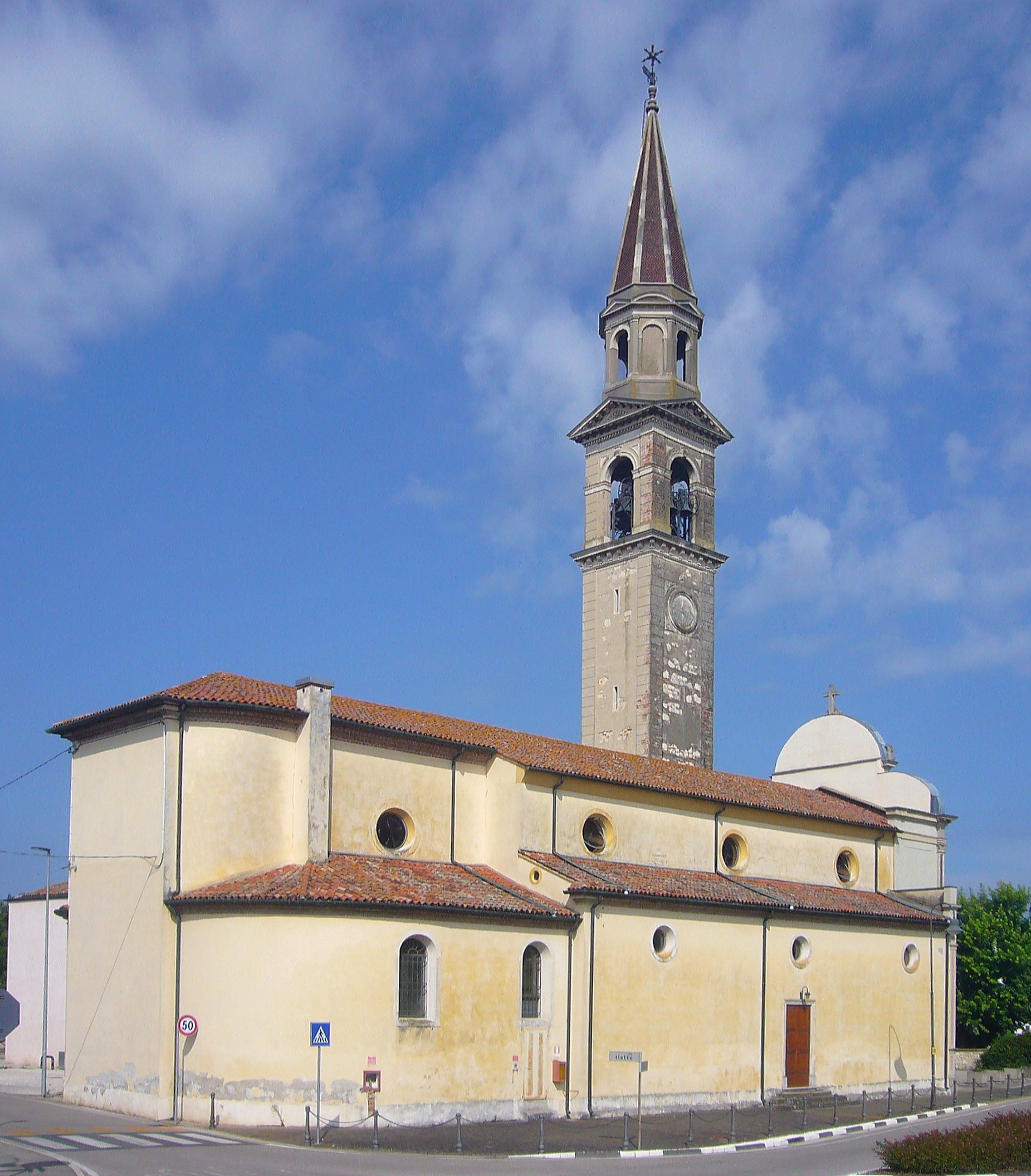
La chiesa vista dalla pista ciclabile

### Esterno

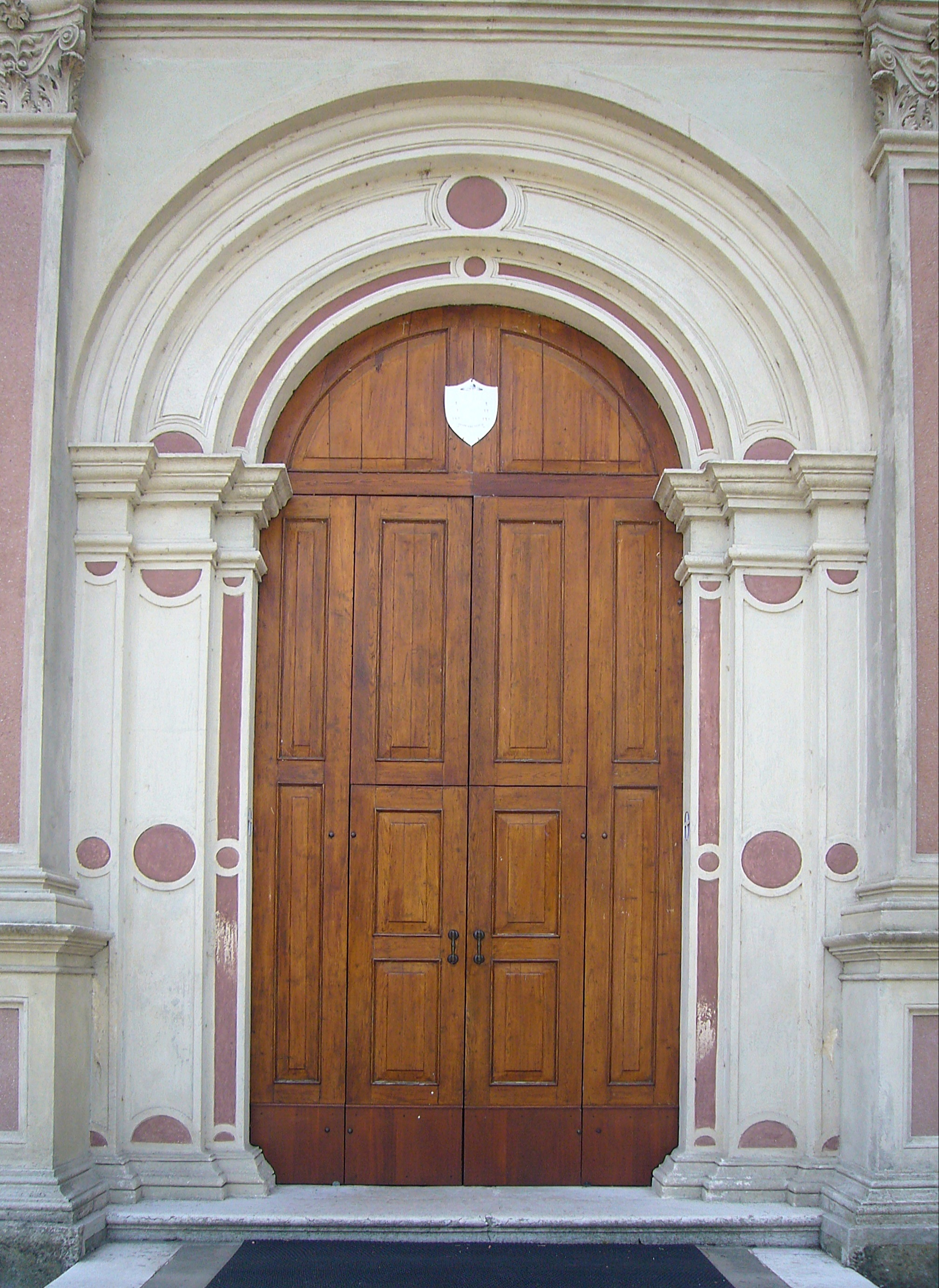
Il portale d'ingresso

La facciata della chiesa, rivolta a nordovest, è suddivisa da una cornice marcapiano in due registri, entrambi scanditi da quattro coppie di lesene d'ordine corinzio: quello inferiore presenta il portale d'ingresso, mentre quello superiore è caratterizzato da cinque nicchie, in cui sono alloggiate le statue raffiguranti il Sacro Cuore e i Santi Antonio di Padova, Giuseppe, Pietro e Paolo, scolpite da Giuseppe Thiene; il prospetto è concluso dal coronamento curivilineo, composto da un timpano semicircolare centrale e da due semitimpani laterali.
A pochi metri dalla parrocchiale si erge su un alto basamento a scarpa il campanile a pianta quadrata; la cella presenta su ogni lato una monofora a tutto sesto ed è coronata dalla guglia piramidale poggiante sul tamburo a base ottagonale.

### Interno
L'interno dell'edificio è suddiviso in tre navate da pilastri sorreggenti degli archi a tutto sesto, sopra i quali corre la cornice modanata e aggettante su cui si impostano le volte a schifo, abbellite dall'affresco ritraente l'Assunzione di Maria, opera di don Demetrio Alpago; al termine dell'aula si sviluppa il presbiterio, rialzato di alcuni gradini, ospitante l'altare maggiore e chiuso dall'abside quadrangolare.
Qui sono conservate diverse opere di pregio, tra le quali la pala con soggetto San Michele Arcangelo debella Satana, dipinta nel 1658 da Giuseppe Tomasini, la tela della Madonna con il Bambino in trono e Santi, attribuita a Giovanni Cozza, il marmoreo altare maggiore, costruito nel 1907, gli affreschi della finta cupola del presbiterio raffiguranti la Santissima Trinità circondata dagli angeli, eseguiti da don Demetrio Alpago, la tela con il Martirio di Santo Stefano, dipinta da Giambattista Maganza il Giovane, la statua lignea della Vergine, intagliata dal gardenese Giuseppe Rungaldier e benedetta nel 1929, due tele di Jacopo Palma il Giovane, originariamente conservate al Palazzo Ducale di Venezia, e la pala ritraente l'Apparizione di Cristo risorto alla Vergine e a lato tre nobili veneziani delle famiglie Marcello, Gradenigo e Dandolo, realizzata nel 1619 da Pietro Mera.